# Gennaro Scognamiglio
Gennaro Scognamiglio (San Giovanni a Teduccio, 24 aprile 1987) è un dirigente sportivo ed ex calciatore italiano, di ruolo difensore, attuale direttore tecnico della Reggiana.

## Caratteristiche tecniche
Difensore centrale, forte fisicamente è molto abile sulle palle inattive, veniva schierato anche come terzino.

## Carriera

### Giocatore

#### Gli inizi, Savoia e Neapolis
Dopo aver militato nelle giovanili di Treviso e Salernitana, esordisce nel Savoia dove mette assieme 20 presenze nel campionato di Serie D 2005-2006.
Nella stagione seguente, 2006-2007, viene ingaggiato dalla Sangiuseppese Neapolis, sempre nella massima serie dilettantistica; qui scende in campo in 30 occasioni contribuendo alla vittoria del proprio girone da parte dei campani nonché al raggiungimento della finale dello scudetto di categoria, persa contro i sardi del Tempio. È titolare anche in Serie C2, dove il 2 dicembre 2007 realizza la sua prima marcatura da professionista, contro l'Atletico Roma (1-1).

#### Crotone e Cosenza
In C2 riesce a farsi notare e a fine stagione viene acquistato dal Livorno, che lo cede a sua volta al Crotone tramite comproprietà. Il 7 giugno 2009 realizza la sua prima rete con gli squali nella sfida contro la Pro Cavese, vinta 2-1. Totalizza 18 presenze durante la stagione di Prima Divisione: la società calabrese si qualifica per i play-off, raggiungendo la Serie B dopo aver eliminato l'Arezzo, a cui Scognamiglio segna una rete nel 4-0 della partita di ritorno, e il Benevento. Esordisce in Serie B il 21 agosto del 2009, nell'incontro perso a Sassuolo per 2-0.
Ha il tempo di giocare solamente altre 4 volte prima di essere ceduto al Cosenza, con la formula del prestito, nella sessione invernale di mercato. Il 31 gennaio debutta con la nuova maglia nella partita contro l'Andria BAT (1-1), valida per la Lega Pro Prima Divisione. A fine stagione, dopo 7 presenze coi lupi, ritorna a Crotone.

#### Juve Stabia
La società rossoblù lo svincola: Scognamiglio rimane senza una squadra fino al 19 ottobre 2010, quando la Juve Stabia, squadra di Prima Divisione, ufficializza l'accordo con il calciatore. Cinque giorni dopo esordisce contro l'Andria (0-1), la stessa squadra contro la quale aveva esordito qualche mese prima con la maglia cosentina. La Juve Stabia centra il quinto posto nel girone, valido per l'accesso ai play-off: qui i campani escludono prima il Benevento, squadra che Scognamiglio era già riuscito a superare ai play-off ai tempi del Crotone, per 2-1, e poi l'Atletico Roma (2-0) riuscendo a raggiungere la Serie B. Questa stagione si chiude per Scognamiglio con 28 presenze, delle quali 4 nei play-off, e 2 gol, il primo dei quali realizzato il 9 gennaio 2011 sul campo del Foligno (1-1).
Il 27 agosto successivo debutta nuovamente in serie cadetta contro l'Empoli (2-1), giocando per tutta la prima parte di stagione; al tredicesimo turno arriva anche la prima rete nel campionato cadetto: il 1º novembre Scognamiglio firma il decisivo 1-0 al Vicenza. Nella seconda annata consecutiva in Serie B, fa il suo esordio stagionale in trasferta contro il Brescia (2-0), e l'8 novembre sigla la sua prima rete stagionale, nuovamente ai danni dei vicentini (1-1). Rimane svincolato appena scaduto il suo contratto con le vespe, al termine della stagione 2012-2013.

#### Perugia, Benevento e Trapani
Il 25 luglio 2013 si accorda con il Parma, società che il giorno dopo lo cede in prestito al Perugia, in Prima Divisione. Nella sua unica annata coi grifoni vince il campionato, conquistando l'approdo in Serie B e, a fine torneo, anche la Supercoppa di Prima Divisione contro l'Entella, quest'ultima sollevata con la fascia di capitano al braccio.
Una volta terminato il prestito agli umbri, il 1º luglio 2014 torna alla società ducale che l'8 dello stesso mese lo cede definitivamente al Benevento, in Lega Pro. Alla seconda giornata di campionato, il 6 settembre, segna il primo dei suoi sei gol – primato personale in una stagione – con la maglia giallorossa.
Nonostante avesse firmato con gli stregoni un contratto biennale, dopo un anno si svincola dal club campano per trasferirsi al Trapani, in Serie B; realizza il suo primo gol con la maglia dei siciliani il 19 settembre 2015, aprendo le marcature nell'1-1 interno contro il Lanciano. Con i granata di Serse Cosmi raggiunge a sorpresa la finale play-off per la promozione in massima serie, persa contro il Pescara.

#### Novara, Cesena e Pescara
Dopo la stagione a Trapani, l'8 luglio 2016 si trasferisce inizialmente al Pisa, neopromosso in Serie B; tuttavia, dopo appena un mese il calciatore rescinde il contratto con il club toscano, e il successivo 6 agosto si accorda con i pari categoria del Novara. Con i gaudenziani colleziona 28 presenze e 1 un gol, contribuendo alla salvezza della squadra. Il 31 agosto 2017 viene ceduto al Cesena, sempre tra i cadetti. Al termine dell'annata, passa al Pescara, allenato da Giuseppe Pillon. In tre stagioni, colleziona 87 partite e 5 gol, chiudendo l'esperienza in Abruzzo con la retrocessione del 2021. 

#### Avellino e Giugliano
Nell'estate del 2021, si trasferisce all'Avellino, militante in serie C. Nella prima stagione in Irpinia, chiusa con la sconfitta contro il Foggia nel secondo turno dei playoff,  disputa complessivamente 21 gare.
L'11 gennaio 2023 passa a titolo definitivo al Giugliano. Al termine della stagione 2023-2024, dopo 21 presenze e 2 reti siglate col club campano, si ritira dal calcio giocato.

### Dirigente
Il 30 maggio 2024, il Giugliano annuncia di aver affidato a Gennaro Scognamiglio l'incarico di direttore dell'area tecnica del club.
Il 10 giugno 2025 gli viene affidato il ruolo di direttore tecnico dalla Reggiana.

## Statistiche

### Presenze e reti nei club
| Stagione                      | Squadra                       | Campionato                    | Campionato | Campionato | Coppe nazionali | Coppe nazionali | Coppe nazionali | Coppe continentali | Coppe continentali | Coppe continentali | Altre coppe | Altre coppe | Altre coppe | Totale | Totale |
| Stagione                      | Squadra                       | Comp                          | Pres       | Reti       | Comp            | Pres            | Reti            | Comp               | Pres               | Reti               | Comp        | Pres        | Reti        | Pres   | Reti   |
| ----------------------------- | ----------------------------- | ----------------------------- | ---------- | ---------- | --------------- | --------------- | --------------- | ------------------ | ------------------ | ------------------ | ----------- | ----------- | ----------- | ------ | ------ |
| 2005-2006                     | Savoia                        | D                             | 20         | 0          | CI+CI-D         | 0               | 0               | -                  | -                  | -                  | -           | -           | -           | 20     | 0      |
| 2006-2007                     | Sangiuseppese Neapolis        | D                             | 30         | 1          | CI+CI-D         | 0               | 0               | -                  | -                  | -                  | -           | -           | -           | 20     | 0      |
| 2007-2008                     | Sangiuseppese Neapolis        | C2                            | 31         | 1          | CI+CI-D         | 0               | 0               | -                  | -                  | -                  |             | -           | -           | 31     | 1      |
| Totale Sangiuseppese Neapolis | Totale Sangiuseppese Neapolis | Totale Sangiuseppese Neapolis | 61         | 2          |                 | 0               | 0               |                    | -                  | -                  |             | -           | -           | 61     | 2      |
| 2008-2009                     | Crotone                       | 1D                            | 18+3       | 1+1        | CI+CI-LP        | 0+1             | 0               | -                  | -                  | -                  | -           | -           | -           | 22     | 2      |
| 2009-gen. 2010                | Crotone                       | B                             | 5          | 0          | CI              | 0               | 0               | -                  | -                  | -                  | -           | -           | -           | 5      | 0      |
| Totale Crotone                | Totale Crotone                | Totale Crotone                | 23+3       | 1+1        |                 | 1               | 0               |                    | -                  | -                  |             | -           | -           | 27     | 2      |
| gen.-giu. 2010                | Cosenza                       | 1D                            | 7          | 0          | CI+CI-LP        | 0+4             | 0+1             | -                  | -                  | -                  | -           | -           | -           | 11     | 1      |
| ott. 2010-2011                | Juve Stabia                   | 1D                            | 24+4       | 2          | CI+CI-LP        | 0+5             | 0+1             | -                  | -                  | -                  | -           | -           | -           | 33     | 3      |
| 2011-2012                     | Juve Stabia                   | B                             | 27         | 1          | CI              | 1               | 0               | -                  | -                  | -                  | -           | -           | -           | 28     | 1      |
| 2012-2013                     | Juve Stabia                   | B                             | 29         | 3          | CI              | 3               | 0               | -                  | -                  | -                  | -           | -           | -           | 32     | 3      |
| Totale Juve Stabia            | Totale Juve Stabia            | Totale Juve Stabia            | 80+4       | 6          |                 | 9               | 1               |                    | -                  | -                  |             | -           | -           | 93     | 7      |
| 2013-2014                     | Perugia                       | 1D                            | 30         | 4          | CI+CI-LP        | 1+2             | 0               | -                  | -                  | -                  | SdL-1D      | 2           | 0           | 35     | 4      |
| 2014-2015                     | Benevento                     | LP                            | 34         | 6          | CI+CI-LP        | 0               | 0               | -                  | -                  | -                  | -           | -           | -           | 34     | 6      |
| 2015-2016                     | Trapani                       | B                             | 40+4       | 8          | CI              | 1               | 0               | -                  | -                  | -                  | -           | -           | -           | 45     | 8      |
| 2016-2017                     | Novara                        | B                             | 28         | 1          | CI              | 2               | 0               | -                  | -                  | -                  | -           | -           | -           | 30     | 1      |
| 2017-2018                     | Cesena                        | B                             | 36         | 3          | CI              | 0               | 0               | -                  | -                  | -                  | -           | -           | -           | 36     | 3      |
| 2018-2019                     | Pescara                       | B                             | 21+2       | 4          | CI              | 1               | 0               | -                  | -                  | -                  | -           | -           | -           | 24     | 4      |
| 2019-2020                     | Pescara                       | B                             | 30+2       | 0          | CI              | 2               | 0               | -                  | -                  | -                  | -           | -           | -           | 34     | 0      |
| 2020-2021                     | Pescara                       | B                             | 27         | 1          | CI              | 2               | 0               | -                  | -                  | -                  | -           | -           | -           | 29     | 1      |
| Totale Pescara                | Totale Pescara                | Totale Pescara                | 78+4       | 5          |                 | 5               | 0               |                    | -                  | -                  |             | -           | -           | 87     | 5      |
| 2021-2022                     | Avellino                      | C                             | 18+1       | 0          | CI+CI-C         | 1+1             | 0               |                    | -                  | -                  |             | -           | -           | 21     | 0      |
| 2022-gen. 2023                | Avellino                      | C                             | 0          | 0          | CI-C            | 1               | 0               |                    | -                  | -                  |             | -           | -           | 1      | 0      |
| Totale Avellino               | Totale Avellino               | Totale Avellino               | 18+1       | 0          |                 | 3               | 0               |                    | -                  | -                  |             | -           | -           | 22     | 0      |
| gen.-giu. 2023                | Giugliano                     | C                             | 12         | 2          | CI-C            | 0               | 0               |                    | -                  | -                  |             | -           | -           | 12     | 2      |
| 2023-2024                     | Giugliano                     | C                             | 7          | 0          | CI-C            | 2               | 0               |                    | -                  | -                  |             | -           | -           | 9      | 0      |
| Totale Giugliano              | Totale Giugliano              | Totale Giugliano              | 19         | 2          |                 | 2               | 0               |                    | -                  | -                  |             | -           | -           | 21     | 2      |
| Totale carriera               | Totale carriera               | Totale carriera               | 449+16     | 38+1       |                 | 30              | 2               |                    | -                  | -                  |             | 2           | 0           | 497    | 41     |

## Palmarès

### Club

#### Competizioni nazionali
- Campionato italiano Serie D: 1

Sangiuseppese Neapolis: 2006-2007 (girone I)
- Coppa Italia Lega Pro: 1

Juve Stabia: 2010-2011
- Lega Pro Prima Divisione: 1

Perugia: 2013-2014 (girone B)
- Supercoppa di Lega di Prima Divisione: 1

Perugia: 2014